# María Luisa Ocampo
María Luisa Ocampo. Funcionaria pública y dramaturga mexicana, nacida el 24 de noviembre de 1899 (aún se discute su fecha, también, entre 1905 y 1907), en Petatlan Gro, Guerrero. Murió  el 15 de agosto de 1974, en Cuautla, Morelos, a los 74 años.
En su infancia estuvo en Mineral del Oro, Estado de México. Se muda a la Ciudad de México cuando aún es una adolescente. Estudia la carrera de comercio en 1916.
Su vida profesional se inicia en 1918 en la Función Pública como Subjefa de oficina de archivo y correspondencia en la Contraloría General de la Nación. A partir de 1922 escribe versos, cuento, novela y dramaturgia. En 1923 ingresa a la Asociación Nacional de Autores. Cinco años después funda el grupo de autores llamado “La comedia mexicana” y redacta sus bases. En 1943 constituye la Asociación Civil “Teatro de México” junto con Concepción Sada, Miguel N. Lira, Xavier Villaurrutia, Celestino Gorostiza y Julio Castellanos. Tres años después, comienza a trabajar en el Departamento de Bibliotecas de la Secretaría de Educación Pública (SEP). Inaugura las primeras bibliotecas para niños ubicadas en parques públicos y organiza la Biblioteca de Arte Teatral del Instituto Nacional de Bellas Artes (INBA) con más de 9000 libros. En 1953 asume la Jefatura del Departamento de Bibliotecas de la SEP y en 1955 es nombrada Presidenta de la Asociación Mexicana de Bibliotecarios; un año después, se adhiere al Bloque Obrero de Intelectuales promovido por el presidente Adolfo Ruiz Cortines. Propone un proyecto para crear bibliotecas especializadas, con énfasis en las de teatro, e incorpora el cine a las bibliotecas en 1957. Concluye su vida profesional en la biblioteca de don Vicente Lira.

## Su dramaturgia
Se caracteriza por retomar temas nacionalistas, crear protagonistas femeninas y poner en escena sus problemas. Junto con Eugenia Torres, Teresa Farías, María Luisa Ross, Catalina d’Ezell y Elena Álvarez, “son pioneras en tratar temas desde el punto de vista de la rebeldía y contra la sumisión a los hombres; así como tocar en sus obras los derechos de la mujer.”
Siempre firmó con su nombre, sin buscar un pseudónimo masculino, situación frecuente entre sus contemporáneas, ya que el teatro era una cuestión de hombres.

### Cronología de su obra dramática
1922. "El estigma"
1923. “Cosas de la vida” (montada por primera vez por la Compañía de Ma. Teresa Montoya), “El refugio”, “Lunela” y “El matrimonio de Lucía”
1924. “La hoguera”
1925. “Los que han hambre y sed”, “La jauría”, “Micáila”, “Sin alas” (en colaboración con Ricardo Parada León) y “Una mujer”
1926. “Puedes irte”, “Las máscaras”, “La sed en el desierto/La sed infinita”
1928. “Más allá de los hombres” y “La quimera”
1929. “El corrido de Juan Saavedra”
1930. “Agustín Lorenzo” (guion para ballet), “Castillos en el aire”y “Tres hermanas”
1933. “El santo de Chucha López”
1934. “La casa en ruinas”
1937. “Una vida de mujer”, “La hora del festín” y “Como un rayo de sol en el mar”
1938. “Segundo Primero rey de Moscabia”
1941. “La virgen fuerte”
1944. Guion para cine de “La virgen fuerte”
1949. “Mi patria es lo primero”, “El abrazo de Acatempan”, “El perdón oneroso” y “El Congreso de Anáhuac”
1950. “La seductora”
1953. “Al otro día”
1955. “El valle de abajo”

### Obra “El corrido de Juan Saavedra”
Fue escrita en 1934. Su temática es de corte nacionalista y revela las injusticias cometidas por los hacendados de la Revolución del Porfiriato, relatadas por Juan Saavedra, paradigma de los campesinos de la época. En la obra el personaje principal es un campesino, situación inusual. Agustín Heredia la consideró que “Por primera vez, un corrido tomaba la forma de una obra teatral". Su primera escenografía estuvo creada por Diego Rivera, quien "debutó como  escenógrafo pintando estos telones.
Esta pieza, interpretada por el grupo de Leopoldo Azcárate Gomar, fue la que cerró el “Concurso de Grupos Teatrales convocado por el Departamento del Distrito Federal y organizado por el Comité de las Fiestas de Primavera 1950”.

## Cronología de su obra novelística
1946. “Bajo el fuego” y “La maestrita”
1954. “Ha muerto el Dr. Benavides”
1955. “Atitlayapan”
1957. “Sombras en la arena”
1959. “El señor de Altamira”

## Reconocimientos
1947. Su novela “Bajo el fuego” obtiene el premio Ignacio Manuel Altamirano, que otorga el Gobierno del estado de Guerrero.
1955. La Comisión de Historia de la Revolución de la Ciudad de Monterrey, otorga su nombre a la sala de lecturas de esta institución.
1957. Es galardonada por sus 25 años de servicio en la SEP.